# Scutiger nyingchiensis
Scutiger nyingchiensis es una especie  de anfibios de la familia Megophryidae.

## Distribución geográfica
Se encuentra en Asia.